# Terminalia gatopensis
Terminalia gatopensis är en tvåhjärtbladig växtart som beskrevs av André Guillaumin. Terminalia gatopensis ingår i släktet Terminalia och familjen Combretaceae. Inga underarter finns listade i Catalogue of Life.